# أنطور أزرق الأوراق
أنطور أزرق الأوراق (الاسم العلمي:Anthurium glaucophyllum) هو نوع من النباتات يتبع جنس الأنطور من الفصيلة اللوفية.